# Friedrich von Wattenwyl
Friedrich von Wattenwyl (1852 - 1912) was een Zwitsers politicus.
Friedrich von Wattenwyl stamde uit een oude Berner patriciërsfamilie. Hij was een partijloos politicus en was lid van de Regeringsraad van het kanton Bern. Van 1 juni 1896 tot 31 mei 1897 en van 1 juni 1904 tot 31 mei 1905 was hij voorzitter van de Regeringsraad van het kanton Bern.
Friedrich von Wattenwyl overleed in 1912.